# Kleiner Galgenteich
Der Kleine Galgenteich ist der kleinste der im Westen von Altenberg (Erzgebirge) gelegenen Kunstteiche.

## Geschichte
Der Kunstteich wurde ursprünglich für das Speichern des Aufschlagwassers, welches für die Zinnwäschen an den Stollen benötigt wurde, angelegt. Als aber am Anfang des 20. Jahrhunderts Wasserleitungen zu den Wäschen verlegt werden konnten, wandelte man den Wasserspeicher in ein Schwimmbad um.
Heute ist der Kleine Galgenteich ein Ausflugsziel für Kindergärten, Jugendgruppen und Badelustige. Für Camper ist der Kleine Galgenteich das nächstgelegene Ausflugsziel, da der internationale Campingplatz gleich in der Nähe ist. Ein Teil des Ufers ist für Nacktbadende gekennzeichnet. Nach 1990 kamen als Spaßfaktor die große Rutsche für Jugendliche und Erwachsene und die kleine Kinderrutsche hinzu. Man kann sich auch sportlich betätigen. Es gibt einen Beachvolleyballplatz und im Sportraum am Eingang Tischtennisplatten.
Unmittelbar westlich des Kleinen Galgenteichs liegt der Große Galgenteich.